# Elezioni generali in Nuova Zelanda del 1999
Le elezioni generali in Nuova Zelanda del 1999 si tennero il 27 novembre per il rinnovo della Camera dei rappresentanti.

## Risultati
| Liste                                   | Nazionale | Nazionale | Nazionale | Circoscrizionale | Circoscrizionale | Circoscrizionale | Totale seggi |
| Liste                                   | Voti      | %         | Seggi     | Voti             | %                | Seggi            | Totale seggi |
| --------------------------------------- | --------- | --------- | --------- | ---------------- | ---------------- | ---------------- | ------------ |
| Partito Laburista della Nuova Zelanda   | 800 199   | 38,74     | 8         | 854 736          | 41,75            | 41               | 49           |
| Partito Nazionale della Nuova Zelanda   | 629 932   | 30,50     | 17        | 641 361          | 31,32            | 22               | 39           |
| Alleanza                                | 159 859   | 7,74      | 9         | 141 322          | 6,90             | 1                | 10           |
| ACT New Zealand                         | 145 493   | 7,04      | 9         | 92 445           | 4,52             | -                | 9            |
| Partito Verde della Nuova Zelanda       | 106 560   | 5,16      | 6         | 86 157           | 4,21             | 1                | 7            |
| New Zealand First                       | 87 926    | 4,26      | 4         | 85 737           | 4,19             | 1                | 5            |
| Christian Heritage Party of New Zealand | 49 154    | 2,38      | -         | 44 885           | 2,19             | -                | -            |
| Future New Zealand                      | 23 033    | 1,12      | -         | 19 289           | 0,94             | -                | -            |
| Aotearoa Legalise Cannabis Party        | 22 687    | 1,10      | -         | 6 519            | 0,32             | -                | -            |
| United New Zealand                      | 11 065    | 0,54      | -         | 22 467           | 1,10             | 1                | 1            |
| Altri <0,50%                            | 29 586    | 1,43      | -         | 52 555           | 2,57             | -                | -            |
| Totale                                  | 2 065 494 | 100       | 53        | 2 047 473        | 100              | 67               | 120          |